# Firbank
Firbank är en by och en civil parish i Cumbria, England. Orten har 97 invånare (2001). Den har en kyrka.